# Xã Mount Ida, Quận Montgomery, Arkansas
Xã Mount Ida (tiếng Anh: Mount Ida Township) là một xã thuộc quận Montgomery, tiểu bang Arkansas, Hoa Kỳ. Năm 2010, dân số của xã này là 2.138 người.